# Flugplatz Hastings

i7
i11
i13
Der Flugplatz Hastings (englisch Hastings Airfield, IATA-Code: HGS, ICAO-Code: GFHA) ist ein Flugplatz in Hastings in Sierra Leone nahe der Landeshauptstadt Freetown. Von hier aus starteten vor allem Charterflüge. Er wird von der Sierra Leone Airports Authority (SLAA) verwaltet und betrieben.
Der Ausbau des Flugplatzes zu einem Flughafen ist (Stand Februar 2015) geplant. Er soll dann als Drehkreuz für nationale Flüge dienen. Zuvor drohte dem Flugplatz die komplette Schließung und Umwandlung in eine anderweitige Nutzung.
Mit Stand 2004 sollte der Hauptsitz des Republic of Sierra Leone Air Wing hierhin verlegt werden.

## Linienverkehr
Der Flugplatz war in den 2000er und 2010er Jahren Heimatbasis von Eagle Air. Eagle Air bediente die Strecken nach Bo, Kenema und Yengema.

## Zwischenfälle
- Am 19. April 1942 verunglückte eine Douglas DC-3-228/C-49H der United States Army Air Forces (USAAF) (Luftfahrzeugkennzeichen 42-38254) beim Start am Flugplatz Hastings. Dabei wurden 20 Insassen getötet.[5]
- Nahe der Start- und Landebahn befindet sich seit 2002 eine weitestgehend verfallene Maschine (Luftfahrzeugkennzeichen 9L-LBR) des Typs Embraer EMB 110 der Inter Tropic Airlines. Sie war in einen Flugunfall verwickelt gewesen.[6]